# Moryń
Moryń (germană Mohrin) este un oraș în Polonia.

## Personalități
- Christian Friedrich Koch (1798-1872), jurist german